# Colonització d'Europa

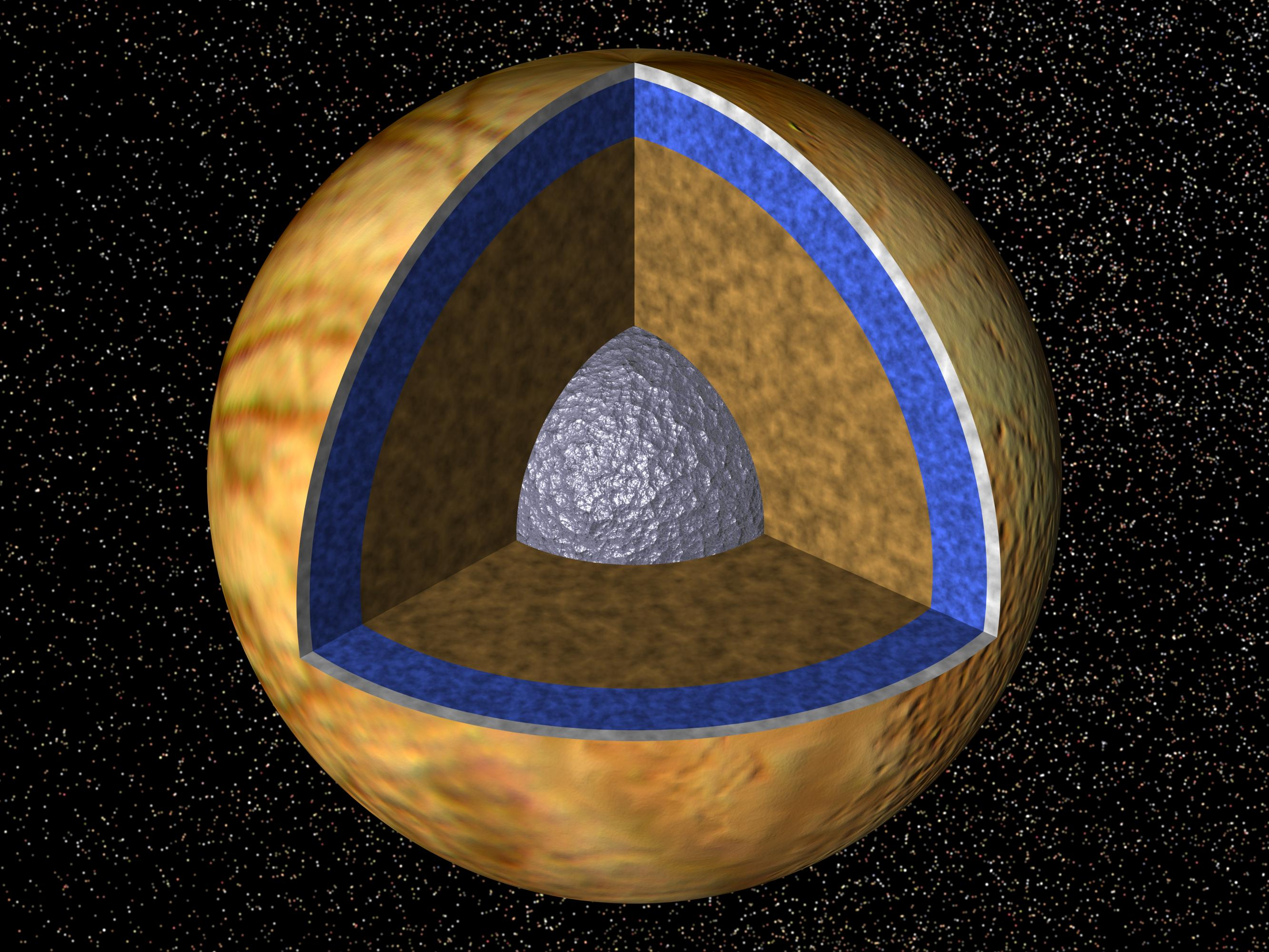
Secció transversal d'Europa

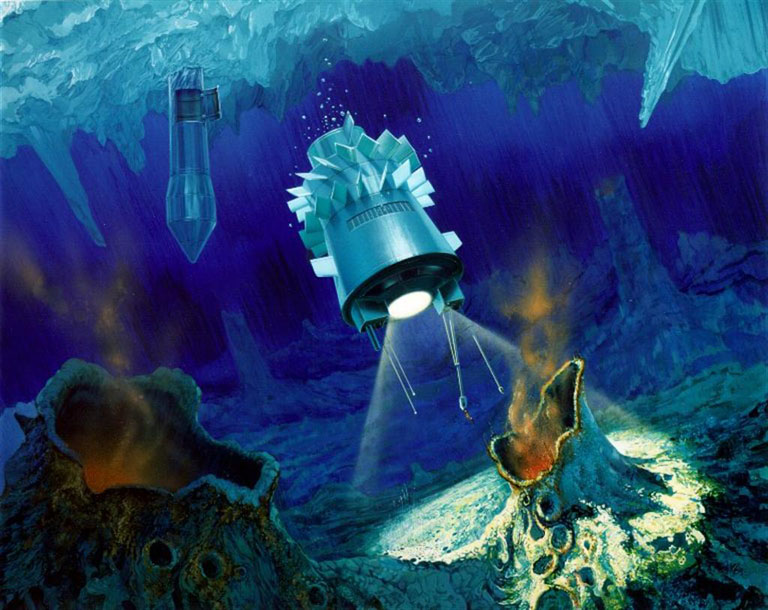
Impressió artística d'un Cryobot d'un hipotètic oceà a Europa

Europa, és la quarta major lluna de Júpiter, i és un tema tant en la ciència-ficció i l'especulació científica per a una futura colonització humana. Característiques geofísiques d'Europa, inclòs un possible oceà d'aigua subglacial, el converteixen en una possibilitat que la vida humana es podria mantenir en la superfície de la lluna o per sota de la superfície.

## Viabilitat
Europa com un objectiu per a la colonització humana té diversos avantatges en comparació amb altres cossos del Sistema solar exterior, però no està exempta de reptes.

### Possibles avantatges
Europa es creu que té un oceà d'aigua líquida a sota seu mentre que l'exterior està gelat.
L'accés a aquest oceà d'aigua líquida és una dificultat important, però l'abundància d'aigua a Europa és un benefici per a qualsevol consideració per a la colonització. No només l'aigua pot proveir a les necessitats d'aigua potable dels colons, sinó que també es pot dividir per proporcionar oxigen respirable. També es creu que hi ha grans acumulacions d'oxigen per radiòlisi del gel en la superfície que ha estat per convecció a l'oceà sota la superfície i pot ser suficient l'ús d'oxigen per a la vida marina.

### Possibles problemes
La colonització d'Europa presenta nombroses dificultats. Un d'ells és l'alt nivell de radiació dels cinturons de radiació de Júpiter, que està a unes 10 vegades més fort que els cinturons de radiació de Van Allen de la Terra. Com Europa rep 540 rem de la radiació per dia (500 rem és una dosi mortal),
un ésser humà no podria sobreviure a o a prop de la superfície d'Europa durant molt de temps sense una significativa protecció contra la radiació. Els colons a Europa haurien de baixar per sota de la superfície quan Europa no estigués protegit per la cua magnètica de Júpiter, i romandre-hi en hàbitats subsuperficials. Això permetria als colons a utilitzar làmines de gel d'Europa per protegir-se de la radiació.
Un altre problema és que la temperatura de superfície d'Europa descansa normalment a -170°C (103 K). Tanmateix, el fet que es creu que existeixi aigua líquida sota la superfície gelada d'Europa, juntament amb la possibilitat que els colons hi passarien gran part del seu temps sota la capa de gel per tal de protegir-se la radiació, es podria mitigar una mica els problemes associats amb les baixes temperatures de la superfície.
La baixa gravetat d'Europa pot també presentar desafiaments a la colonització. Els efectes de la baixa gravetat en la salut humana segueixen sent un camp actiu d'estudi, però es poden presentar símptomes com la pèrdua de la densitat òssia, la pèrdua de la densitat muscular, i un sistema immunitari debilitat. Els astronautes en l'òrbita de la Terra s'han mantingut en condicions de microgravetat durant un màxim d'un any i cada vegada més. Les contramesures efectives per als efectes negatius de la baixa gravetat són ben establerts, particularment un règim intensiu d'exercici físic diari. La variació dels efectes negatius de baixa gravetat com una funció de diferents nivells de baixa gravetat no són coneguts, ja que tota la investigació en aquesta àrea es limita als éssers humans en gravetat zero. El mateix passa amb els possibles efectes de la baixa gravetat en el desenvolupament fetal i infantil. Existeix la hipòtesi que els nens nascuts i criats a la baixa gravetat no s'adapten bé a la vida sota la major gravetat de la Terra.
També s'especula que poden existir organismes alienígenes a Europa, possiblement en l'aigua que està sota de la capa de gel de la lluna. Si això és cert, els colons humans podrien entrar en conflicte amb els microbis nocius, o les formes de vida natives agressives. Estudis més recents-han indicat que l'acció de la radiació solar a la superfície d'Europa podria produir oxigen, on podria baixar a l'oceà sota la superfície pels corrents ascendents de l'interior. Si es produeix aquest procés, sota la superfície de l'oceà d'Europa podria tenir un contingut d'oxigen igual a o major que la de la de la Terra, possiblement proporcionant una llar a la vida més complexa.

## Pla de Colonització del Projecte Artemis
El 1997, el Projecte Artemis va elaborar un pla per colonitzar Europa. D'acord amb aquest pla, els exploradors seria establir primer una petita base a la superfície. A partir d'aquí, ells aprofundirien en l'escorça de gel d'Europa, que entra a l'oceà sota la superfície postulada. Els colons a continuació, crearien (o, possiblement, trobarien) una cavitat entre la superfície gelada i l'interior líquid en què establirien una base. Aquesta ubicació seria protegida de la radiació per la sobrecàrrega de gel, i seria a una temperatura més raonable que la superfície, tal com s'indica per la presència d'aigua líquida.